# Lappula krylovii
Lappula krylovii là loài thực vật có hoa trong họ Mồ hôi. Loài này được Ovczinnikova, Pjak & A.L.Ebel mô tả khoa học đầu tiên năm 2004.